# Joaquín Hernández (calciatore)
Joaquín Hernández García (Xaltocan, 1º febbraio 1971) è un ex calciatore messicano, di ruolo centrocampista.

## Carriera

### Club
Ha trascorso l'intera carriera nelle file di club messicani.

### Nazionale
Con la nazionale messicana ha preso parte ai Giochi Olimpici del 1992.